# María Soledad Melo Labra
 María Soledad Melo Labra  (Concepción, 11 de octubre de 1962) es una abogada y jueza chilena, integrante de la Corte Suprema de Chile.

## Trayectoria
Estudió Derecho en la Universidad de Concepción, titulándose de abogada el 1 de octubre de 1990.
Entre 1991 y 1993 trabajó en la Corporación de Asistencia Judicial del Biobío, en la entrega de defensa judicial a personas sin recursos. Ingresó al Poder Judicial de Chile en 1993, desempeñándose como relatora de la Corte de Apelaciones de Santiago, hasta 2001. Este último año fue designada como Jueza del 15° Juzgado Civil de Santiago, para pasar en 2002 como relatora de la Corte Suprema hasta 2010. Ese año asumió como integrante del Tribunal de Alzada de la capital chilena.
El 28 de septiembre de 2022 fue nominada por el Presidente Gabriel Boric para asumir el cargo de ministra de la Corte Suprema, para llenar la vacante dejada por Rosa del Carmen Egnem Saldías. El 19 de octubre de ese mismo año el Senado de Chile dio su aprobación al nombramiento, asumiendo sus funciones el 3 de noviembre de 2022.
La ministra Melo Labra se ha desempeñado como profesora de Derecho Civil en las universidades UCINF, Católica Cardenal Raúl Silva Henríquez y Autónoma de Chile.